# ホワイトタワー (テッサロニキ)
白い塔（ギリシア語: Λευκός Πύργος）はギリシャ テッサロニキのテルマイコス湾沿いに建てられている塔で、同市のランドマークでもある。12世紀頃の東ローマ時代に建てられたと言われている古い塔を取り壊した後、オスマン帝国時代に港を囲む城壁を作るときに改築され、最初は砦として、後に牢獄として使われた。1912年にテッサロニキがギリシャ領になった時に塔は改修され、洗浄され白さを取り戻した姿から「白い塔」と呼ばれるようになった。

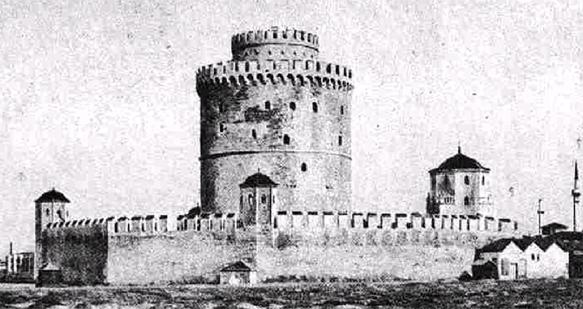
周壁が存在したかつての姿（1912年）

白い塔は直径は23m、高さ27mの円柱形の主塔の上に、直径12m、高さ6mの櫓が乗る形態である。内部は6階分の床があり、銃眼はそれぞれの階および内部の螺旋階段に沿って割り付けられている。絵画などによれば、かつては円錐型の屋根が付いていた。1917年ごろには円錐屋根が撤去され、同時期に主塔の3倍の直径があった8角形の周壁（塔を囲む城壁）も撤去されたと考えられている。

## 歴史
テッサロニキが東ローマ帝国・ヴェネツィア共和国支配地域であった時代、この塔のあった位置には港の東側の防衛ラインを守るための砦（初代の塔）が存在した。この初代の塔は、1185年のテッサロニキ攻略（Sack of Thessalonica）を記したテッサロニキ総司教Eustathiusの記述に残っている。
1430年にオスマン帝国皇帝ムラト2世が率いる軍により、テッサロニキが同国の領土に編入された後、（現在の）塔が建造されたと考えられている。1912年に、塔の入り口の上部より「1535年から1536年」と刻まれた石が発見されており、ドイツの歴史学者Franz Babingerは、この塔はトルコの著名な建築家ミマール・スィナンが、1537年にアルバニアのヴロラに建てた塔と同時期に建てたと推測している。
オスマン帝国時代、塔は当初は砦として用いられ、後に牢獄として使われていた。1826年、時の皇帝マフムト2世は、反乱を起こしたイェニチェリ（歩兵軍団）の兵士をこの塔内で処刑した。そのことから、「血の塔」などと呼ばれることになった（「幸運な事件」参照）。
何世紀もの間、塔は旧市街を囲む城壁の一部として存在していたが、1866年に城壁が撤去されるとともに現在のような単独で立つ形式となった。第一次バルカン戦争の結果、1912年にギリシャ領となった後に改修が行われ、塔の表面を洗浄して建設当時の白さを取り戻した。このことにより、現在の名前「白い塔」が与えられた。現在、塔表面の色は再び茶色く変色しているが、呼称は変えられていない。塔の内部はテッサロニキの歴史を展示する博物館となり、同市の主要な観光地となっている。

## 現地へのアクセス
- テッサロニキ新駅から2.6㎞南東
- 水辺沿いのニキス大通りに「Λευκός Πύργος（白い塔）」バス停あり